# Birone
Birone (Biron in dialetto brianzolo) è una frazione del comune di Giussano in provincia di Monza e della Brianza.

## Geografia
Il paese di Birone è il più piccolo per estensione e numero di abitanti del territorio comunale. Confina a sud con la frazione di Paina, a est con la frazione di Robbiano e con il comune di Verano Brianza, a ovest con il comune di Mariano Comense e a nord con il capoluogo di Giussano.

## Storia
Nella zona dove è collocato Birone sono state evidenziate tracce della centuriazione romana.
Nel 1578 il paese fu visitato da San Carlo Borromeo e risultavano 65 abitanti.
Nel 1721 viene censito nel Catasto Teresiano. Nel XIX secolo fu frazione del comune di Paina.
Al censimento del 1936 la popolazione residente risultava consistente in 403 abitanti. La frazione è caratterizzata oggi da una forte presenza di attività produttive, che a loro volta generano una notevole mole di spostamenti da e verso Birone da parte degli abitanti della zona circostante.

## Monumenti e luoghi d'interesse

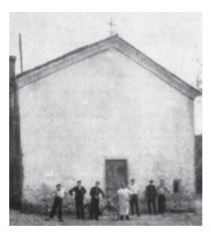
L'oratorio di San Macario e San Defendente, demolito nel 1956.

A Birone si trova la chiesa parrocchiale di Santo Stefano, edificata nel 1934-35 su progetto di Ottavio Cabiati e affrescata nel 1993 da Alberto Bogani. 
In paese si trovavano altri due oratori, entrambi scomparsi: il più antico era quello di San Macario e San Defendente, attestato già nel XVI secolo; all'epoca non era in ottime condizioni e venne quindi momentaneamente interdetto al culto dal cardinal Carlo Borromeo nel 1578. Dopo una successiva visita di Federico Borromeo nel 1606 l'edificio venne ampliato, ma nel 1759 secondo alcune fonti necessitava ancora di riparazioni; nel 1956, ormai sostituito dalla nuova parrocchiale, l'oratorio plurisecolare venne demolito per realizzare l'attuale piazza Carducci. 
Il secondo oratorio, dedicato dapprima ai santi Giuseppe e Gioachino e poi a sant'Atanasio, sorse dopo il 1759 per iniziativa della famiglia Marini, in località Dosso; esso venne abbandonato nel 1950.
Nei pressi di Birone sorge anche la villa del Dosso di Sopra, complesso cinquecentesco con annessa chiesetta, progettato da Pietro Antonio Solari, ora in stato di abbandono.